# Alejandro Yango
Alejandro D. Yango (* 26. Februar 1917 in Cabanatuan, Nueva Ecija; † 21. Juni 1999 in Kailua, Hawaii) war ein philippinischer Diplomat, der unter anderem zwischen 1979 und 1982 Ständiger Vertreter bei den Vereinten Nationen war.

## Leben
Alejandro D. Yango absolvierte ein Studium der Rechtswissenschaften an der Juristischen Fakultät (Law School) der Universität der Philippinen. Er gehörte zu den ersten Absolventen des im Juli 1945 eingeführten Ausbildungsprogramms für den diplomatischen Dienst (Philippines Foreign Affairs Training Program) und trat daraufhin in das am 4. Juli 1946 von Präsident Manuel Roxas eingerichtete Außenministerium (Department of Foreign Affairs) ein. Er war zwischen 1951 und 1952 Dritter Sekretär und Vizekonsul an der Botschaft in Indonesien. Zu dieser verfügten die Philippinen nur über vier Botschaften (Heiliger Stuhl, Indonesien, Spanien, Vereinigte Staaten) und 15 Gesandtschaften (Argentinien, Australien, Belgien, Republik China, Dänemark, Indien, Italien, Frankreich, Kuba, Neuseeland Niederlande, Norwegen, Schweden, Thailand, Vereinigtes Königreich). Daneben war das Außenministerium in Japan und den Vereinten Nationen mit einer Mission, in der Föderation Malaya, Hongkong, Macau, Pakistan, Saudi-Arabien mit einem Konsulat vertreten. Daraufhin wurde er Vizekonsul an der Gesandtschaft in Australien. Am 5. März 1956 wurde er Vizekonsul in Guam. Danach wurde er am 12. Januar 1960 Konsul am Generalkonsulat in Hawaii. Am 1. Februar 1962 übernahm er von Juan C. Dionisio selbst den Posten als Generalkonsul in Hawaii. Am 31. August 1963 wurde ihm der Titel Career Minister verliehen. Im Juli 1966 wurde Trinidad Q. Alconcel sein Nachfolger als Generalkonsul in Hawaii.
1967 wechselte er an die Ständige Vertretung bei den Vereinten Nationen und war dort zunächst bis Dezember 1971 Gesandter während der Amtszeit des Ständigen Vertreters im Range eines Botschafters Salvador P. Lopez (1964 bis 1969) sowie dessen Nachfolger Narciso G. Reyes. Daraufhin fungierte er zwischen 1971 und 1975 als Leiter der Abteilung Vereinte Nationen und Internationale Konferenzen im Außenministerium (Assistant Secretary for United Nations Affairs and International Conferences).
Im Mai 1975 übernahm er von Anastacio Bartolome den Posten als stellvertretender Ständiger Vertreter bei den Vereinten Nationen im Range eines Botschafters. Nachdem Reyes 1977 zum Botschafter in der Volksrepublik China ernannt worden war, fungierte er zwischen 1977 und 1979 als kommissarischer Ständiger Vertreter (Acting Permanent Representative) bei den UN. Zeitweise war er stellvertretender Vorsitzender des Ausschusses für Politik und internationale Sicherheit (Hauptausschuss 1) der Generalversammlung der Vereinten Nationen.
1979 wurde Yango von Präsident Ferdinand Marcos als Nachfolger von Narciso G. Reyes formell zum Ständigen Vertreter bei den Vereinten Nationen ernannt. Er verblieb auf diesem Posten bis 1982, woraufhin Luis Moreno Salcedo seine Nachfolge antrat. Im Anschluss war er noch zwischen 1982 und 1984 Botschafter in Saudi-Arabien.

## Weblink
- Yango, Alejandro D. In: Rulers. Abgerufen am 28. Oktober 2021 (englisch).